# Vriesea rafaelii
Vriesea rafaelii är en gräsväxtart som beskrevs av Elton Martinez Carvalho Leme. Vriesea rafaelii ingår i släktet Vriesea och familjen Bromeliaceae. Inga underarter finns listade i Catalogue of Life.